# イラク韓国人会社員殺害事件
イラク韓国人会社員殺害事件（イラクかんこくじんかいしゃいんさつがいじけん）は、2004年6月に発生した、国際的テロ集団であるアルカーイダの有力者であるヨルダン人幹部アブー＝ムスアブ・アッ＝ザルカーウィーが率いているとされるタウヒードとジハード集団（直訳：神の唯一性と聖戦）（のちにイラクの聖戦アル＝カーイダ組織に名を変える）を名乗るグループによって韓国人の貿易企業通訳担当会社員（当時33歳）が殺された事件のことである。

## 事件の概要
2004年5月31日に、韓国系貿易企業の通訳担当社員が、バグダッドからファルージャ付近の米軍基地に向かう途中で行方不明となった。6月3日、人質拉致のビデオテープを入手したAP通信記者が拉致の事実について韓国外交通商部に問い合わせたところ、政府担当者は拉致事件を知らないと回答。
6月18日、韓国政府はイラクへの3,000人の追加派兵を決定した。6月20日、カタールの衛星テレビアルジャジーラが、拘束された会社員が助けを訴えながら韓国政府にイラクからの撤退を求める姿を撮影したビデオテープを放映した。ビデオテープでは、犯人の1人が「韓国が我々の警告を無視したので殺す。韓国軍はイラク人のためではなく、呪われた米国のために来ている」と犯行声明を発表した。6月21日、韓国外交通商部の張在龍本部大使を団長とした政府対策班をイラク現地に派遣、また、任洪宰イラク駐在韓国大使を窓口に、イラク現地で多数のチャンネルを通じた釈放交渉を試みる。
6月22日、韓国政府当局者と盧武鉉大統領がイラクで当該韓国人の死体が発見された事実を知る。イラクに駐留していたアメリカ軍が「バグダッドから約35キロファルージャ方面に向かう場所でアジア人と見られる遺体を発見した」と韓国軍に連絡したところ、韓国大使館が通訳担当社員と確認した。アメリカCNNによると発見された遺体は頭部を切り落とされ、爆発物（ブービートラップ）が仕込まれていたとのことであった。

## 政治問題化と世論
6月3日のAP通信社からの拉致事案発生の問い合わせから6月17日の犯行声明までの間、韓国政府が具体的な対策をとっていない疑惑が持ち上がり政治問題化した。韓国国民の世論はイラク派兵の是非で意見が割れ、会社員が殺害された後には派兵に反対するデモがさらに増した。また、会社員の死に抗議してイスラム教の聖典コーランがソウル市内で燃やされる事件も発生した。
韓国政府は会社員の死があまりにも惨いので、会社員が殺害される映像をインターネットで流された場合の悪影響を考え、韓国民がネットに映像を流した場合は強力に罰すると発表した。

## 追悼
- 2004年6月23日、光化門で追悼キャンドル集会、一般市民ら3,000人が参加。
- 2004年6月26日、日本でもピースナウ・コリア・ジャパン主催の「追悼日韓同時キャンドルアピール」が東京都の新宿駅東口駅前広場で行われた。

## 裁判
遺族4名が韓国政府が会社員に危険を前もって伝えず、事件発生後も関知に遅れ、関知後も追加派兵を撤回しなかったことは在外国民保護の放棄であるとして国に損害賠償を求めて訴訟を起こした。2007年12月、ソウル中央地裁は国の過失は認められないとして原告の訴えを退けた。

## 関連する事件
- アブグレイブ刑務所における捕虜虐待
- イラク日本人人質事件（2004年4月）
- アメリカ人殺害事件（2004年5月）
- アメリカ人殺害事件（2004年9月20日）
- イラク日本人青年殺害事件（2004年10月）
- 2007年ターリバーン韓国人拉致事件（2007年7月）
- ISILによる日本人拘束事件（2014年8月）